# 메트로폴리타노스 FC
메트로폴리타노스 푸트볼 클루브(스페인어: Metropolitanos Fútbol Club)는 베네수엘라의 축구 클럽으로, 수도 카라카스를 연고로 하고 있다. 현재 베네수엘라의 최상위 리그인 베네수엘라 프리메라 디비시온에 참가하고 있다.

## 우승 경력
- 베네수엘라 프리메라 디비시온

● 우승 (1): 2022
- 베네수엘라 세군다 디비시온

● 우승 (1): 2016